# Saint-Julien-Molhesabate
Saint-Julien-Molhesabate ist eine französische Gemeinde mit 165 Einwohnern (Stand: 1. Januar 2022) im Département Haute-Loire in der Region Auvergne-Rhône-Alpes. Sie gehört zum Arrondissement Yssingeaux und ist Mitglied im Gemeindeverband Haut Pays du Velay Communauté.
Der Fernwanderweg GR 65 von Genf nach Roncesvalles durchquert das nordwestliche Gemeindegebiet. Er folgt der Via Podiensis, einem der vier Jakobswege in Frankreich.

## Geografie

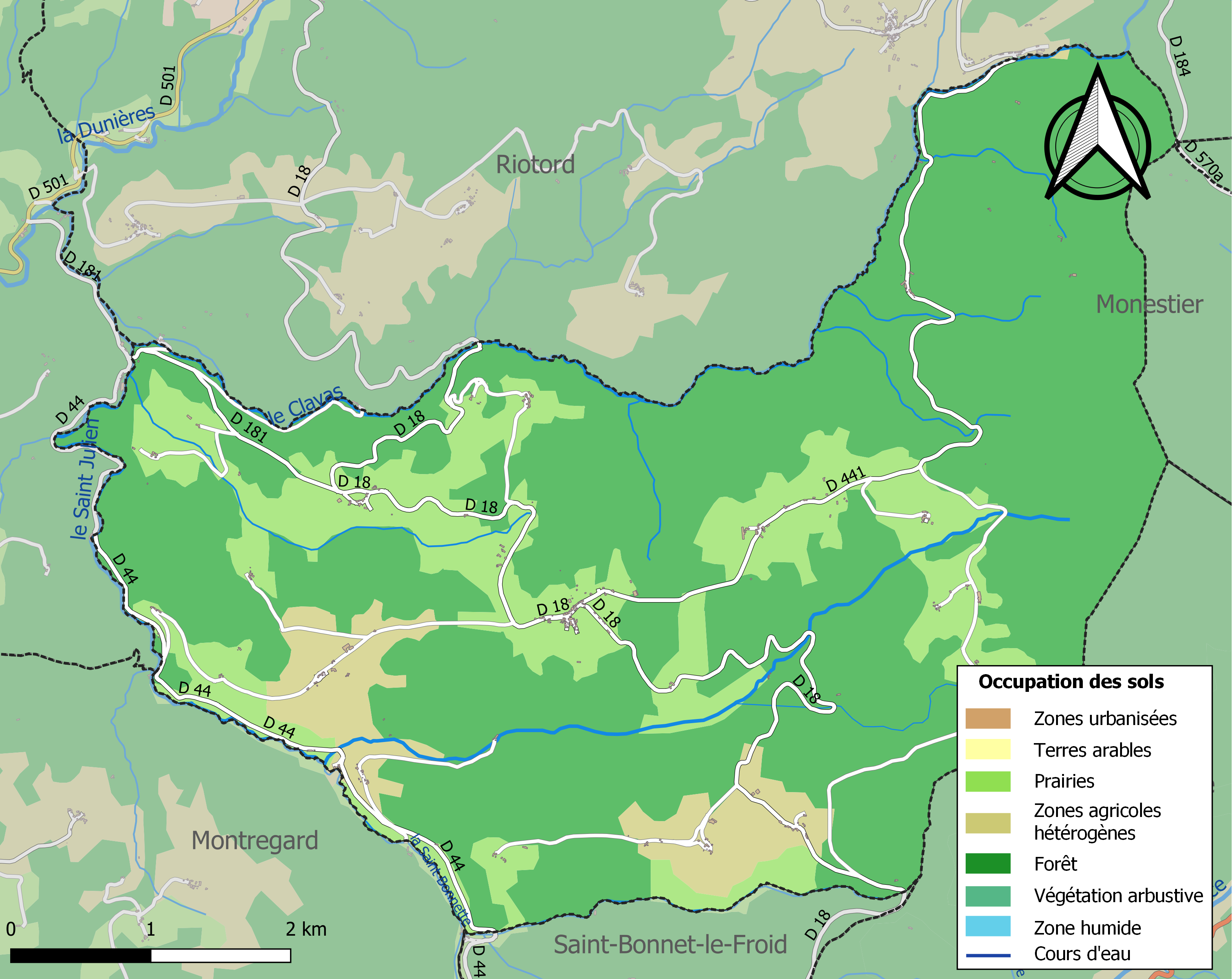
Bodennutzung, Hydrografie und Infrastruktur der Gemeinde (2018)

Saint-Julien-Molhesabate liegt in der Région naturelle Velay, einer Landschaft im Südosten der Auvergne im Zentralmassiv, etwa 45 Kilometer ostnordöstlich von Le Puy-en-Velay und etwa 28 Kilometer südlich von Saint-Étienne an der Grenze zum Département Ardèche. Die Gemeinde befindet sich im Einzugsgebiet der Loire. Das Flüsschen Clavas begrenzt sie im Norden, der zeitweise trockenfallende Ruisseau de la Frachette begrenzt sie im Süden, bevor er in den Ruisseau la Saint-Bonnette mündet, der die Gemeinde in der Folge im Südwesten begrenzt, bevor dieser wiederum in das Flüsschen Saint-Julien mündet, der im Gemeindegebiet entspringt und sie im Westen begrenzt, bevor es in den Clavas im äußersten Nordwesten mündet. Das Zentrum erstreckt sich auf einer Höhe von 1030 m, das Gelände ist hügelig mit zahlreichen Einschnitten durch die Flusstäler und erreicht Höhen von über 1300 m (Gipfel des Grand Felletin, 1387 m) im Osten.
Ein Teil des Gebiets von Saint-Julien-Molhesabate gehört zur 564 Hektar großen ZNIEFF-Naturzone „MASSIF FORESTIER DES SETOUX ET CLAVAS“ (830020305). Fast drei Viertel der Fläche der Gemeinde sind bewaldet oder naturbelassen, etwa ein Viertel wird landwirtschaftlich genutzt.
Saint-Julien-Molhesabate wird umgeben von den Nachbargemeinden Riotord im Norden, Vanosc (Département Ardèche) über einen Berührungspunkt im Nordosten, Monestier (Département Ardèche) im Nordosten und Osten, Saint-Julien-Vocance (Département Ardèche) im Osten und Südosten, Saint-Bonnet-le-Froid im Süden, Montregard im Südwesten sowie Dunières im Westen und Nordwesten.

## Bevölkerungsentwicklung
| Jahr                       | 1962 | 1968 | 1975 | 1982 | 1990 | 1999 | 2006 | 2013 | 2020 |
| -------------------------- | ---- | ---- | ---- | ---- | ---- | ---- | ---- | ---- | ---- |
| Einwohner                  | 425  | 358  | 302  | 254  | 253  | 196  | 205  | 180  | 171  |
| Quellen: Cassini und INSEE |      |      |      |      |      |      |      |      |      |

## Sehenswürdigkeiten

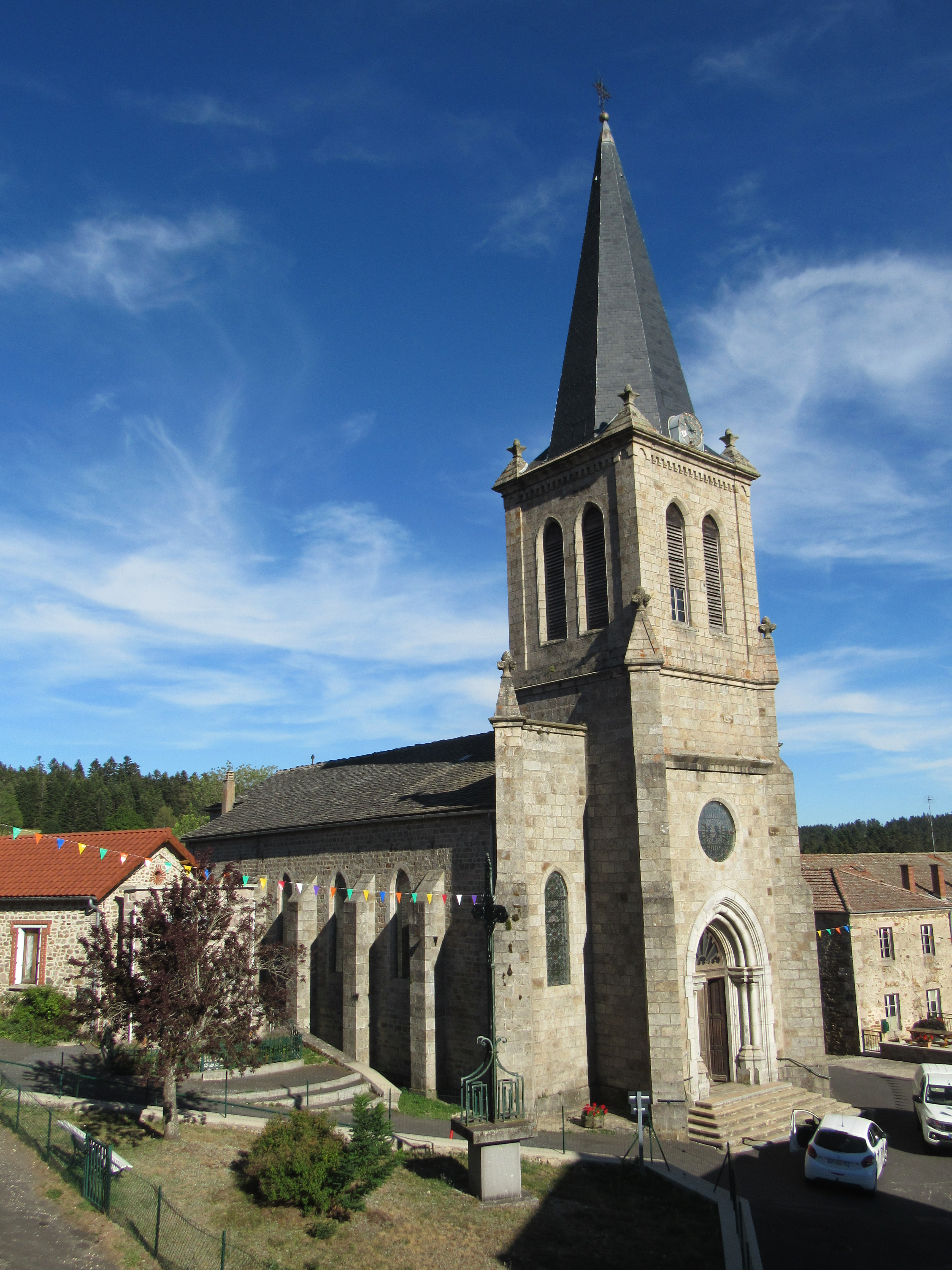
Kirche Saint-Julien-de-Brioude
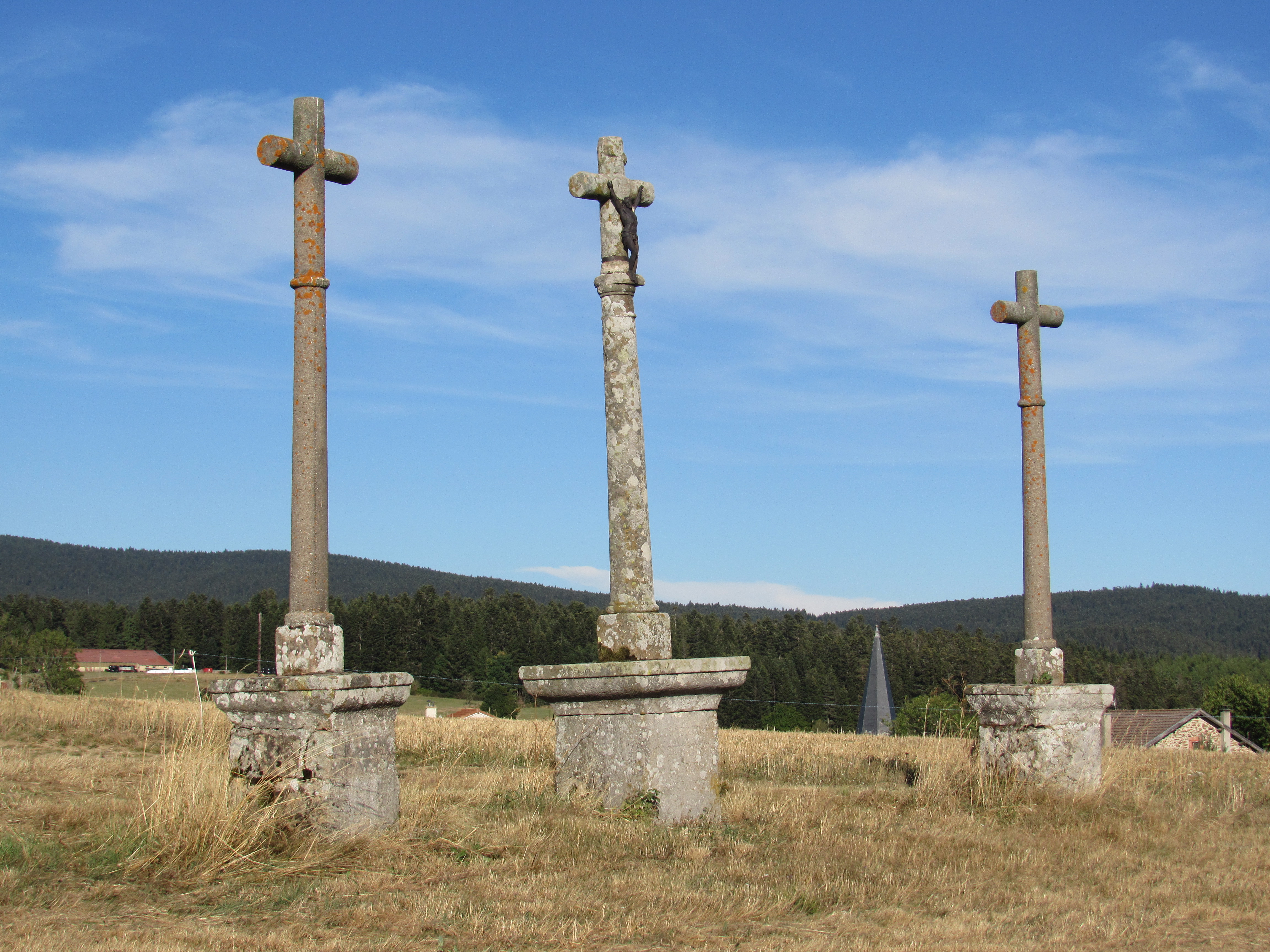
Calvaire

- Kirche Saint-Julien-de-Brioude
- Calvaire

## Verkahr
Saint-Julien-Molhesabate liegt fernab von größeren Verkehrsachsen. Nachgeordnete Departementsstraßen und lokale Landstraßen verbinden das Zentrum mit den Weilern und Nachbargemeinden.